# Monoamine

Noradrenalin ist ein Monoamin-Neurotransmitter

Monoamine sind eine Gruppe von Neurotransmittern und Neuromodulatoren. Sie alle enthalten eine Aminogruppe, welche über eine Ethylengruppe (-CH2-CH2-) mit einem aromatischen Ring verbunden ist.
Alle Monoamine sind Derivate aromatischer Aminosäuren wie:
- Phenylalanin
- Tyrosin
- Histidin
- Tryptophan

Gebildet werden die Monoamine mittels des Enzyms Aromatische-L-Aminosäure-Decarboxylase (AADC).

## Beispiele
- Katecholamine:
  - Dopamin (DA)
  - Noradrenalin (NA), Norepinephrin (NE)
  - Adrenalin (A) [Epinephrin (Epi)]
- Serotonin (5-HT)
- Melatonin
- Histamin
- Thyronamin

- Spurenamine:
  - β-Phenylethylamine (PEA, β-PEA)
  - Tyramin
  - Tryptamin

- Schilddrüsenhormone
  - Triiodthyronin (T3)
  - Thyroxin (T4)

## Regulation
Die Monoamine werden durch sogenannte Monoamin-Transporter in die Zellen hinein oder aus diesen heraus transportiert; in der äußeren Zellmembran sind für den Transport zuständig:
- Dopamin-Transporter (DAT)
- Serotonin-Transporter (SERT)
- Norepinephrine-Transporter (NET)

An der inneren Zellmembran sitzen die:
- Vesikulärer Monoamintransporter-1 (VMAT-1)
- Vesikulärer Monoamintransporter-2 (VMAT-2)

Die Monoamin-Neurotransmitter werden nach ihrer Freisetzung in den synaptischen Spalt durch die Monoaminooxidase desaminiert und damit inaktiviert.

## Monoamin-Hypothese als eine Theorie für eine Ursache von Depressionen
Als eine Theorie für eine Ursache von Depressionen ist die Monoamin-Hypothese. Damit werden Störungen im Neurotransmitter-Haushalt beschrieben.